# Solfara Giona
La solfara Giona o miniera Giona è stata una miniera di zolfo sita in provincia di Caltanissetta nel il comune di Sutera; oggi è abbandonata.

## Incidenti
Nella miniera il 14 maggio 1900 vi fu un incidente da emissione di anidride solforosa, di cui non è noto il numero dei soggetti coinvolti.